# 德米特倫基 (新桑扎里區)
49°25′59″N 34°17′58″E / 49.43306°N 34.29944°E
德米特倫基（烏克蘭語：Дмитренки），是烏克蘭中部的村莊，隸屬波爾塔瓦州的波爾塔瓦區。該村處於波盧濟爾亞河畔，分別距離布里杜尼1.5公里和比洛科尼0.5公里，面積2.849平方公里，海拔高度78米。